# صادق لاریجانی
صادق اردشیر لاریجانی (زادهٔ ۲۱ اسفند ۱۳۳۹) معروف به صادق آملی لاریجانی ، فقیه ، اصولی ، نظریه پرداز فلسفه و سیاستمدار شیعهٔ ایرانی است که از سال ۱۳۹۷ به‌عنوان رئیس مجمع تشخیص مصلحت نظام فعالیت می‌کند. وی همچنین رئیس هیئت امنای دانشگاه امام صادق است. او از فقها و اصولیان شیعه است که به عنوان یکی از گزینه های مرجعیت آینده به شمار می رود 
لاریجانی متولد نجف عراق است و تحصیلات حوزوی خود را در حوزه علمیه قم انجام داده است. او یکی از پنج برادر لاریجانی است که در جمهوری اسلامی ایران مقامات عالی داشته‌اند. وی از فقهای شورای نگهبان در دوره‌های چهارم، پنجم و هفتم نیز بوده است. لاریجانی از سال ۱۳۷۷ تا ۱۴۰۳ در دوره‌های سوم، چهارم و پنجم نماینده مجلس خبرگان رهبری از حوزه انتخابیه استان مازندران بود. او در انتخابات ششمین دوره این مجلس در سال ۱۴۰۲، موفق نشد رأی کافی را برای انتخاب مجدد کسب کند.
لاریجانی از ۱۳۸۸ تا ۱۳۹۷ رئیس قوه قضائیه بود. صادق آملی لاریجانی به‌طور مستقیم در تمام اعدام‌ها و قطع‌عضوها از مرداد ۱۳۸۸ تا دی ۱۳۹۷ نقش داشته است. در دی ۱۳۹۶ وزارت خزانه‌داری ایالت متحده آمریکا وی را به دلیل نقض حقوق بشر به عنوان رئیس دستگاه قضائی در «اعدام نوجوانان»، «اعمال شکنجه و رفتارهای غیرانسانی با زندانیان» مورد تحریم قرار داد. او در دوران ریاست قوه‌قضائیه، به داشتن ۶۳ حساب بانکی و هزار میلیارد تومان پول توسط محمود صادقی، نماینده مردم تهران در مجلس شورای اسلامی متهم شد. لاریجانی‌ها طی سال‌های اخیر مورد تحریم‌های بین‌المللی و قرارداد تعقیب قرار گرفته‌اند و بر همین اساس صادق لاریجانی به‌دلیل وجود کیفرخواست از سوی عفو بین‌الملل از کشور خارج نمی‌شود.

## زندگیِ شخصی و تحصیلات

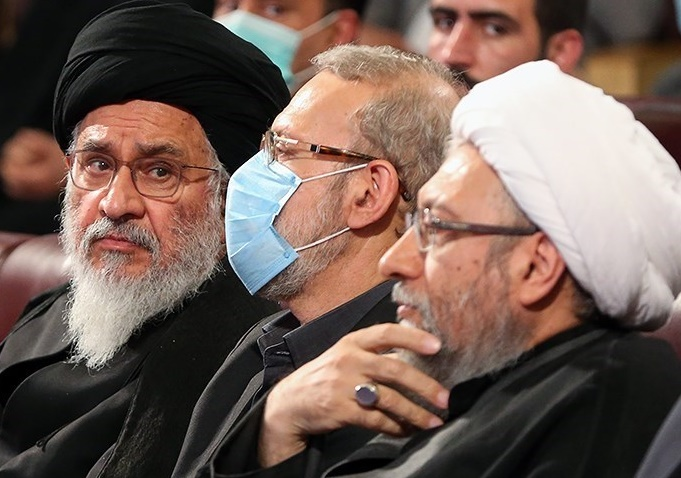
مصطفی محقق‌داماد، علی لاریجانی و صادق لاریجانی؛ اعضای خانواده لاریجانی

صادق آملی لاریجانی در سال ۱۳۳۹ در خانواده ای اهل لاریجان در نجف به دنیا آمد. او فرزند پنجم میرزاهاشم آملی (از شاگردان سید ابوالحسن اصفهانی، ضیاءالدین عراقی، محمدحسین نائینی و از جمله محسن اشرفی است که از بزرگان شهر اشرف (بهشهر) بوده و از شاگردان آخوند خراسانی محسوب می‌شد و داماد وحید خراسانی نیز می‌باشد. پدرش یک سال و اندی پس از تولد وی به شهر قم مهاجرت کرد.
صادق لاریجانی، همچون برادران و خواهرش، علاوه بر اینکه از کودکی با علوم دینی آشنا شد، علوم جدید را نیز فراگرفت. وی دوران دبستان را در سال ۱۳۴۵ آغاز کرد و دورهٔ دبیرستان را در سال ۱۳۵۶ به پایان رساند. وی با اخذ بورس تحصیلی از دانشگاه صنعتی شریف عازم تحصیل در یکی از کشورهای غربی بود که ناگهان زندگی‌اش دگرگون شد و با تشویق پدر به دروس دینی رو آورد.
وی در سال‌های تحصیل، از محضر استادان بسیاری بهره برد. او درس رسائل و مکاسب را نزد افرادی مانند صلواتی، سید کاظم حائری، سید مهدی نبویِ اشرفی و کرباسی فراگرفت که عمدهٔ این جلسات به شکل خصوصی بود.
صادق لاریجانی با به پایان بردن دروس سطح، به درس خارجِ پدر خود، هاشم آملی، و نیز پدر همسر خود حسین وحید خراسانی رفت و سال‌ها از محضر آنان بهره برد. او در بخش علوم عقلی نیز در درس اسفار عبدالله جوادی آملی و حسن حسن‌زاده آملی حاضر شد.
در سال ۱۳۵۶ به حوزه علمیه قم وارد شد و بیشتر دروس مقدمات و سطح را در فرصتی اندک و در نزد استادان برجسته، که بعضاً از نزدیکان وی نیز بودند، به پایان رساند.
او از سال ۱۳۶۸، پس از تدریس سطح، به تدریس خارج اصول و خارج فقه پرداخت و از سال ۱۳۷۱ و با درگذشت پدرش، مدیریت مدرسه علمیه ولی‌عصر که به دستور هاشم آملی ساخته و وقف شده بود را به عهده گرفت. او سپس به عضویت هیئت علمی دانشگاه قم درآمد و هم‌اکنون به‌طور منظم در دانشگاه تربیت مدرس قم در سطح کارشناسی ارشد و دکترا، کلام جدید و فلسفهٔ تطبیقی تدریس می‌کند.

## مناصب سیاسی آغازین
صادق لاریجانی نخستین بار در سال ۱۳۷۷ به عنوان نماینده دوره سوم مجلس خبرگان از استان مازندران به مجلس خبرگان راه یافت.
لاریجانی نخستین بار در سال ۱۳۸۰ با حکم سید علی خامنه ای به عنوان عضوی از فقهای شورای نگهبان منصوب شد. او تا زمان انتصاب به ریاست قوه قضائیه در سال ۱۳۸۸، یکی از فقهای عضو شورای نگهبان بود. او به عنوان عضو فقیه شورای نگهبان، به عنوان یک شخصیت حقوقی در مجمع تشخیص مصلحت نظام عضویت داشت.

## ریاست قوهٔ قضاییه

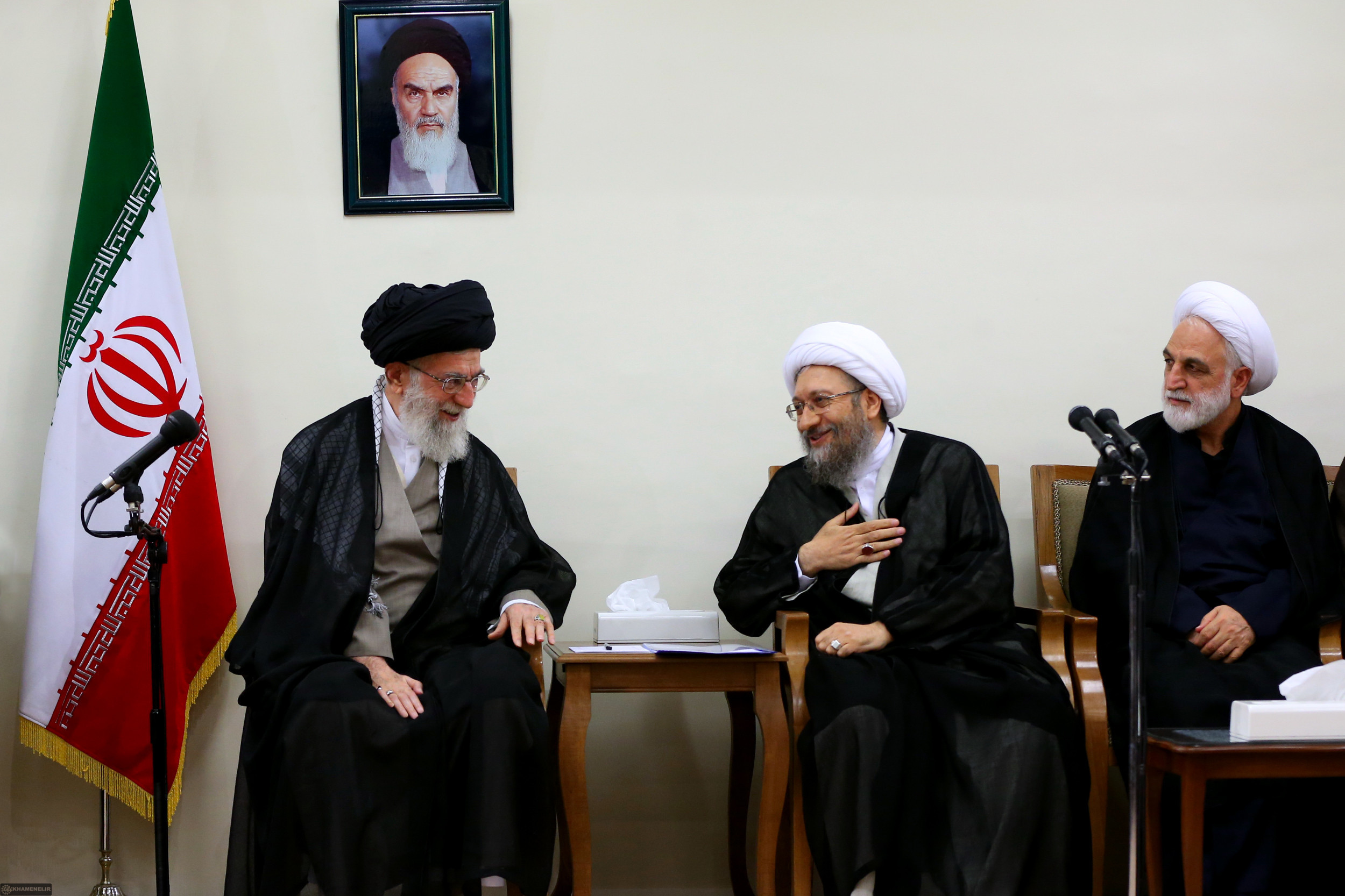
دیدار صادق لاریجانی با سید علی خامنه‌ای

سید علی خامنه‌ای شش روز بعد وی را در تاریخ شنبه بیست و چهارم مرداد ۱۳۸۸ به سمت ریاست قوه قضائیه منصوب کرد.
صادق لاریجانی، در نخستین جلسهٔ قوهٔ قضاییه به ریاست او در تاریخ ۱۸ شهریور ۱۳۸۸، تقلب در انتخابات دور دهم ریاست‌جمهوری را یک مسئلهٔ واهی و ساختگی دانست و بیان داشت که عده‌ای از طرفینِ درگیر در جریان اعتراضات، بعد از اعلام ادعای تقلب و بعد از آن در زندان شروع به تخلف از قوانین کرده و برای مردم و کشور مشکلاتی را فراهم آورده‌اند.
سوم آبان ۹۵ صادق لاریجانی رئیس قوه قضائیه ایران در ارتباط با پرونده سعید طوسی، بدون نام بردن از وی گفت: مختومه شدن پرونده‌ها توسط رئیس دستگاه قضا دروغ است و کسانی که از داخل کشور به رسانه‌های معاند کمک می‌کنند باید به عنوان معاونت در جرم تحت تعقیب قرار بگیرند.

### نقض حقوق بشر
صادق آملی لاریجانی به عنوان ریاست قوه قضائیه در اجرای احکام اعدام و قطع عضو مسئول است. باتوجه به اینکه طبق قانون مجازات اسلامی اجرای همه احکام قصاص عضو و قصاص نفس تنها با اذن و اجازه رئیس قوه قضاییه امکان‌پذیر است، صادق آملی لاریجانی به‌طور مستقیم در تمام اعدام‌ها و قطع‌عضوها از مرداد ماه ۸۸ تا دی ماه ۹۷ نقش داشته است.
در زمان تصدی لاریجانی بر قوه قضائیه، ده‌ها تن پیش از مجرمانی که پیش از آن که به سن قانونی برسند، جرمی مرتکب شده بودند به اعدام محکوم شدند و حکم اعدام برای تعدادی از آنان نیز به اجرا درآمد. اتحادیهٔ اروپا، طی تصمیم مورَّخ ۴ فروردین ۱۳۹۱، هفده مقام ایرانی از جمله صادق آملی لاریجانی را به‌دلیل نقشی که در نقض گسترده و شدید حقوق شهروندان ایرانی داشته‌اند، از ورود به کشورهای این اتحادیه محروم کرد. کلیهٔ دارایی‌های این مقامات نیز در اروپا توقیف خواهد شد.
طبق بیانیه اتحادیه اروپا اجرای شماری از احکام اعدام، شلاق، قطع عضو و سنگسار با تأیید این مقام صورت گرفت. از سال ۲۰۰۹، که لاریجانی به سمت ریاست قوهٔ قضائیه منصوب شده است، بازداشت فعالان سیاسی و مدافعان حقوق بشر، شدت پیدا کرد. در دی ماه ۱۳۹۶ وزارت خزانه‌داری ایالت متحده آمریکا طی بیانیه‌ای صادق آملی لاریجانی را به دلیل نقض حقوق بشر مورد تحریم قرار داد. بر اساس بیانیه وزارت خزانه‌داری صادق آملی لاریجانی به عنوان رئیس دستگاه قضائی در «اعدام نوجوانان»، «اعمال شکنجه و رفتارهای غیرانسانی با زندانیان» شامل «قطع عضو» در فهرست تحریم‌های حقوق بشری این وزارتخانه قرار گرفته است.

### اتهام جاسوسی
آمدنیوز دو نامه منتشر کرد و مدعی شد که این نامه‌ها مربوط به مرکز حفاظت و اطلاعات قوه قضائیه است.
بر اساس محتوای این نامه‌ها، فردی با نام فامیلی «صداقت» و با سمت «مدیرکل کاشف مرکز حفاظت و اطلاعات قوه قضائیه» دستورهای را دربارهٔ «تعقیب» زهرا لاریجانی، دختر رئیس قوه قضائیه، صادر کرده است.
در یکی از این نامه‌ها همچنین از مأموران این مرکز خواسته شده است تمام افرادی که با زهرا لاریجانی «ارتباط برقرار کرده‌اند»، شناسایی شوند.
این نامه‌ها با حمله شدید اطلاعات سپاه پاسداران، امامان جمعه و همچنین شخص صادق لاریجانی به منتشر کنندگان گزارشی دربارهٔ «جاسوسی» دخترش، مرکز حفاظت و اطلاعات قوه قضائیه نامه‌های منتسب به این خبر را تکذیب کرد. لاریجانی در مراسم تودیع خود از ریاست قوه به این ماجرا اشاره کرد و گفت از مطرح کنندگان این اتهام گذشت نمی‌کند.

### کنار رفتن از ریاست قوه
شش روز بعد از درگذشت سید محمود هاشمی شاهرودی در سوم دی ۹۷، خامنه ای لاریجانی را به جای او به ریاست مجمع تشخیص مصلحت نظام و عضویت شورای نگهبان منصوب کرد. خامنه ای در حکم انتصاب لاریجانی از «مدیریت پرتلاش و عالمانه و مخلصانه» او در قوه قضائیه سپاسگزاری کرد. در این زمان هنوز چهار ماه از دوره ریاست لاریجانی بر قوه قضائیه باقی بود. او چند هفته پس از انتصاب خود به این مناصب، در نامه ای به خامنه ای تقاضا کرد «با توجه به مدت قلیل باقی‌مانده از دوره ریاست قوه قضاییه، برای اینکه خللی در امور پیش نیاید و بتواند بر امور مجمع تشخیص مصلحت نظام و شورای نگهبان… متمرکز شود» از ریاست قوه قضائیه کناره‌گیری کند، که رهبر جمهوری اسلامی ایران در دوم اسفند با آن موافقت کرد. خامنه ای در ۱۶ اسفند ۹۷، ابراهیم رئیسی را جایگزین لاریجانی در ریاست قوه قضائیه کرد.
لاریجانی در دوره تصدی خود هدف انتقادات و افشاگری‌های گوناگون قرار گرفت ولی از پشتیبانی کامل رهبر جمهوری اسلامی ایران برخوردار بود.

## پس از ریاست قوه قضائیه
سید علی خامنه‌ای رهبر انقلاب اسلامی در تاریخ یکشنبه ۹ دی ۱۳۹۷ وی را به سمت ریاست مجمع تشخیص مصلحت نظام و عضو فقهای شورای نگهبان منصوب کرد. رئیس قبلی این مجمع محمود هاشمی شاهرودی درگذشته بود.

### فشارها و حملات به لاریجانی
لاریجانی پس از کنار رفتن از ریاست قوه قضائیه، هدف انتقادات پرشمار نزدیکان به حکومت جمهوری اسلامی ایران از جمله در صدا و سیما قرار داشته است.
صادق لاریجانی طی ۲۰ سال که اکبر طبری در قوه قضائیه مدیر کل امور مالی و معاون اجرایی قوه قضائیه جمهوری اسلامی بوده و متهم به چندین قلم رشوه‌خواری شده است، از او حمایت کرده است، به‌طوری که در تیرماه ۹۸، دفتر صادق لاریجانی اعلام کرد که «برخی از اتهامات مطرح درمورد معاون اجرایی حوزه ریاست قبلاً در دادسرا بررسی شده و کذب بودن آن محرز شده بود». لاریجانی همچنین اعلام کرد که مستقلاً اتهامات اکبر طبری را بررسی کرده و «خلاف واقعیت بودن اتهامات آن برای لاریجانی محرز شده». اکبر طبری، هنگام دفاع در دادگاه گفت: «من ۲۰ سال خدمت صادقانه به قوه‌قضائیه داشته‌ام، اگر بخواهم کل لواسان و کارخانه‌هایش به نام من می‌زنند.»
محمدعلی داداشی، وکیل سابق طبری دربارهٔ پرونده طبری گفت: «به آدمی که می‌توانست حکم اعدام بگیرد اما ابتدا ۳۱ سال حبس گرفت و الان هم آزاد شده، گفتند باید قدردان وکیلت باشی اما طبری گفت پرونده من کاری نبود که وکیل بتواند حل کند؛ توصیه‌های مقامات، مانند آیت‌الله صادق لاریجانی و پول‌هایی که رسول دانیال‌زاده خرج کرده است، مشکل من را برطرف کرد.»
غلام‌حسین اژه‌ای معاون اول صادق لاریجانی و قوه‌قضائیه، دربارهٔ پرونده اکبر طبری و غلامرضا منصوری بیان کرد: «با وجود ارتباط زیاد اکبر طبری با دستگاه قضائیه کشور و فسادهای گسترده او، همچنان برای معاونان و صادق لاریجانی رئیس قوه‌قضائیه، فسادهای مالی وسیع اکبر طبری مشخص نبود.» غلام‌حسین اژه‌ای در ادامه بیان داشت: «با وجود فسادهای اکبر طبری اگر کسی فرصت توبه بخواهد باید به او فرصت دهیم، ما باید با پذیرش توبه زمینه فساد را کم کنیم. ما مردم را محرم اسرار کشور می‌دانیم، اگر جلسات دادگاه مفسدان اقتصادی را غیر علنی برگزار می‌کنیم برای این است که اطلاعات محرمانه به‌دست دشمنان کشور قرار نگیرد.»
علیرضا زاکانی در یک توئیت دربارهٔ اکبر طبری و صادق لاریجانی نوشت: «پیرامون آقای اکبر طبری و نقش مخرب آن در قوه‌قضائیه صحبت‌کردم که از دفتر آقای صادق لاریجانی تکذیب شد و تأکید نمودند که آقای صادق لاریجانی موارد را بررسی‌کرده و حکم سلامت به آقای اکبر طبری داده است. دلسوزانه به آقای صادق لاریجانی، رئیس محترم مجمع تشخیص مصلحت عرض می‌کنم که اشتباه می‌فرمایید و تا دیر نشده از اکبر طبری دور شوید و بیزاری کنید.»

در مرداد ۱۳۹۸ شایعه شد لاریجانی در نامه ای انتقادی به خامنه‌ای از بازداشت طبری انتقاد کرده و تهدید کرده به نجف اشرف مهاجرت خواهد کرد. در مرداد ۱۳۹۸ محمد یزدی، چهارمین رئیس قوه قضائیه و عضو وقت شورای نگهبان در یک سخنرانی مواضع تندی علیه لاریجانی اتخاذ کرد و نامه لاریجانی به خامنه ای و تهدید او به خروج از کشور را مورد اعتراض قرار داد. یزدی در خصوص تهدید تلویحی لاریجانی به هجرت به نجف در اعتراض به بازداشت طبری گفت « «فلانی می‌گوید اگه این کار را نکنید نجف می‌روم! خوب بروید، آیا با رفتن شما قم به‌هم می‌خورد؟ شما در قم بودن‌تان هم خیلی مؤثر نبود؛ چه رسد که نجف بروید. رئیس دفتری که ده سال، جای مهمی را اداره کرده دستگیر می‌شود، بعد اعتراض می‌کند که چرا گرفتید؟ به اسم مدرسه علمیه، کاخ ساختند!... از کجا آوردی ساختی؟» در ۲۷ مرداد ۱۳۹۸ صادق لاریجانی در نامه سرگشاده ای به یزدی عملکرد او در شورای نگهبان و دیگر نهادهای حکومتی را مورد انتقاد قرار داشت و این که در اعتراض به بازداشت طبری قصد مهاجرت به نجف داشته را تکذیب کرد. لاریجانی نوشت:
درون سینه من خزانه رازها و اسرار مجموعه‌ای از معاونان، قائم مقامان، آقازاده‌های مسئولان و شخصیت هاست. گفته‌اید «به اسم مدرسه علمیه، کاخ ساخته است». مدتی در قم آشوب برپا کرده بودند خصوصاً برخی از نمایندگان قم که این ساختمان برخلاف قوانین و با دخالت رئیس قوه قضائیه ساخته شده است. اگر مقصودتان ظاهر آن است، همین ساختمان‌هایی که شما از آن استفاده می‌کردید هم همین‌طور بود: ساختمان مرکز تحقیقات دبیرخانه خبرگان که با حیله و نیرنگ‌های لطیف از دست مسئولین آن وقت درآوردید و به عنوان نائب رئیس مجلس خبرگان محل کار خود قرار دادید، در همین قد و قواره و وزن بود، نفرمودید کاخ ساخته‌اند، بلکه با اشتیاق تمام به آن ساختمان نقل مکان فرمودید. گرچه شخصیت‌هایی همچون مقام رهبری و برخی مراجع بزرگوار، بارها و بارها در مورد من کلماتی بکار برده‌اند که خود را لایق آنها نمی‌دانم. گفته بودید با آمدن رئیسی قوه قضائیه از رکود خارج شد و دیگر مردم امیدوارند که پرونده‌ها پنج سال طول نکشد. این خواست همه ما است. جناب آقای یزدی مشکل اصلی جنابعالی این است که فکر می‌کنید قیم حوزه‌های علمیه هستید و می‌خواهید به همه امر و نهی کنید. متأسفانه شما خودتان را در جایگاهی می‌بینید که نه تنها مرجع تعیین کنید، بلکه به مراجع بزرگواری که شاید شاگرد آن‌ها هم محسوب نمی‌شوید، امر و نهی کنید.

لاریجانی و یزدی چند روز پس از این مشاجرات لفظی در کنار یکدیگر در جلسه شورای نگهبان حضور یافتند. روابط عمومی مجمع تشخیص مصلحت نظام‌نامه لاریجانی به خامنه ای و قصد او به مهاجرت به نجف را در مرداد ۱۳۹۸ تکذیب کرد.
در ۷ تیر ۱۳۹۹ علی خامنه‌ای دربارهٔ ریاست پیشین قوه‌قضائیه و صادق لاریجانی بیان کرد: «همان‌طور که در برخورد با فساد نباید اغماض و بخشیدن وجود داشته‌باشد اما افراد بی‌گناه هم نباید مورد ستم و تعدی قرار گیرند و رسیدگی‌ها باید کاملاً براساس قانون و عدالت و بدون جَوگیری انجام شود. حرکت مبارزه با فساد از دوره آقای آملی لاریجانی آغاز شد و ایشان در داخل و هم در بیرون از قوه‌قضائیه، شروع‌کننده آن بودند و این‌ها نباید از نظر دور باشد.»

### استعفا از شورای نگهبان
در پی انتخابات ریاست جمهوری ۱۴۰۰، لاریجانی نسبت به عملکرد شورای نگهبان نارضایتی پیدا کرد و در رشته توئیت‌هایی نهادهای امنیتی را متهم کرد «از طریق گزارش‌های خلاف واقع در تصمیم‌سازی‌های» شورای نگهبان در رد صلاحیت‌های آن مداخله می‌کنند. او مشخصاً نسبت به رد صلاحیت برادرش علی لاریجانی در انتخابات ریاست جمهوری اعتراض کرد. عباسعلی کدخدایی، سخنگوی شورای نگهبان گفت به لاریجانی به خاطر اعتراض او به رد صلاحیت‌ها تذکر داده است. لاریجانی یک روز بعد از مواضع خود عقب نشست و گفت «اگر در بیان سخنان روز گذشته اینجانب قصوری وجود داشت آن را اصلاح می‌کنم» ولی همچنین گفت «شورای نگهبان باید در رویه‌های قانونی خود طوری عمل کند که ما را متهم به این نکنند که این‌ها همه سالخورده‌اند و توان اصلاح و ارتقا ندارند». او به عنوان عضو شورای نگهبان اعتبارنامه ریاست‌جمهوری سید ابراهیم رئیسی، پیروز انتخابات را امضا نکرد و در مراسم تحلیف او حضور نیافت. لاریجانی در ۸ شهریور ۱۴۰۰ از عضویت در شورای نگهبان استعفا داد و احمد حسینی خراسانی به جای او منصوب شد.

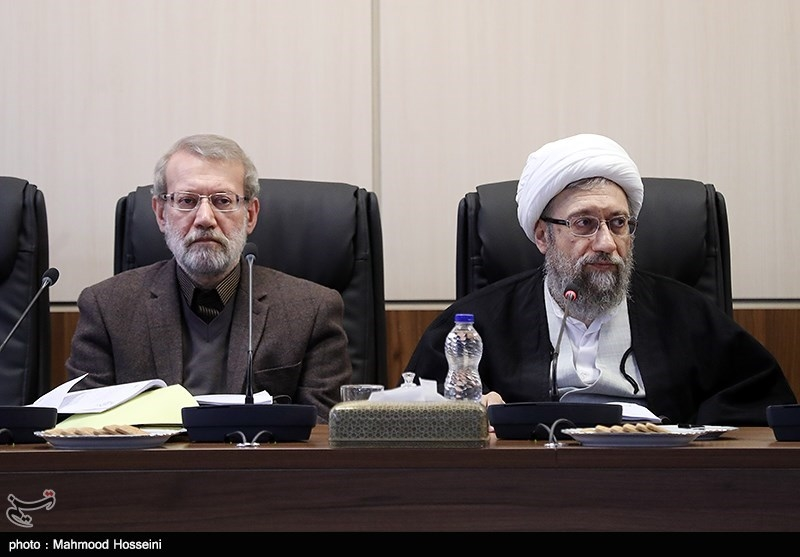
علی لاریجانی و صادق لاریجانی؛ اعضا حقیقی مجمع تشخیص مصلحت

### انتخابات مجلس خبرگان ۱۴۰۲
در انتخابات روز یازدهم اسفند ۱۴۰۲، آملی لاریجانی نتواست از حوزه انتخابیه استان مازندران رأی لازم را کسب کند و از حضور مجدد در این مجلس بازماند. تحلیلگران این واقعه را «ادامه سناریوی کنار گذاشتن برادران لاریجانی از عرصه سیاسی کشور» تلقی کردند. این رخداد در ارتباط با استعفای اعتراضی صادق لاریجانی از شورای نگهبان در سال ۱۴۰۰ تحلیل شد.

## اتهام‌های فساد مالی

### داشتن حساب‌های شخصی در قوه قضاییه
در ۴ آذر ۱۳۹۵ صادق لاریجانی، رئیس سابق قوه قضاییه به داشتن ۶۳ حساب بانکی و هزار میلیارد تومان به عنوان سود وثیقه‌ها و خسارات پرداختی به قوه قضائیه که به حساب‌های شخصی‌اش واریز شده، متهم شد. سود بانکی آن‌ها ماهانه ۲۰ میلیارد تومان است، محمود صادقی نماینده شهر تهران در چهارم آذر ۱۳۹۵ در صحن علنی مجلس در تذکری خواستار شفاف‌سازی دربارهٔ این حساب‌ها شده بود. این خبر با تکذیب صادق لاریجانی و همچنین علی طیب‌نیا، وزیر اقتصاد دولت یازدهم مواجه شد. صادق لاریجانی در این باره توضیح داد: «این مسئله مربوط به سال ۷۴ یعنی ۲۱ سال قبل است و در زمان رؤسای قوه سابق و اسبق با اجازه رهبری اموال مربوط به قوه قضاییه، به حسابی به نام قوه قضاییه واریز می‌شود و اینکه می‌گویند حساب شخصی است ۹۹٫۵ درصد هم نه بلکه ۱۰۰ درصد کذب است.»
ابوالفضل ابوترابی نماینده سابق مجلس در این باره گفته است: «برخی حساب‌های بانکی در قوه قضائیه که بنابر مصالحی به نام رئیس قوه است. بانک‌ها نمی‌توانستند به حساب‌هایی که به نام قوه قضائیه است سود بدهند لذا پیشنهاد شد حساب‌ها به نام اشخاص حقیقی افتتاح گردد تا این مشکل نیز بر طرف شود؛ لذا از همان زمان این حساب‌ها به نام اشخاص حقیقی است تا اینکه از زمان محمود هاشمی شاهرودی تصمیم بر آن شد که حساب‌ها به نام رئیس قوه شود.»
در ۲۲ خرداد ۱۴۰۰ ابراهیم رئیسی با اشاره به وجود حساب‌های شخصی در قوه قضائیه که باعث فسادهای مالی گسترده پیش از این می‌شد، صحت وجود آن حساب‌ها و فسادهای مالی در دورهٔ صادق لاریجانی را مشخص کرد. این در حالی است که صادق لاریجانی پیش از این وجود این حساب‌ها و فساد مالی حساب‌های شخصی و متهم‌بودن خودش در پرونده طبری و بیژن قاسم‌زاده را انکار می‌کرد.

## حواشی و واکنش‌ها

### انتقاد صادق لاریجانی از اشرافی‌گری ناطق‌نوری
صادق لاریجانی و ناطق نوری که سال‌های زیادی در مجمع تشخیص مصلحت بودند، بارها نسبت به یکدیگر افشاگری داشتند. در یکی از گفتگوها، صادق لاریجانی از اشرافی‌گری ناطق نوری انتقاد می‌کند و می‌گوید:
«یک آقای بزرگواری استدلال کرده که من (ناطق نوری) در دفتر کارم بودم و یک فرد آمده و گفته من هیچ توقعی ندارم جز اینکه در دادگستری به پرونده من عادلانه رسیدگی شود؛ و این آقا (ناطق نوری) گفته که چرا باید اینگونه باشد که تن مردم بلرزد. پس از گذشته ۳۷ سال کسانی که زبان انتقاد باز کرده‌اند، خودشان در این کشور مسئول بوده‌اند و حالا یک دفعه نقش عوض کرده‌اند و اپوزیسیون شده‌اند، برخی از این‌ها خودشان اشرافی‌گری را در کشور راه انداختند؛ اما یادشان رفته است، یک نگاه به خودشان و آقازاده‌ها و اطرافشان بیاندازند و به سرمایه‌های مفسدی که با آنها روابطی دارند نگاه کنند. آن وقت مشخص می‌شود که مشکل از کجاست.»

### قهر کردن با صداوسیما و دستور به جمع‌آوری دوربین‌های تلویزیون
سال ۹۶، عزت‌الله ضرغامی رئیس سازمان صداوسیما از ماجرای اختلافش با آملی لاریجانی در زمان ریاستش بر قوه قضائیه گفت. آملی لاریجانی از نحوه پوشش اخبار قوه قضائیه در تلویزیون گلایه داشت. ضرغامی می‌گوید آملی لاریجانی قهر کرد و دستور داد دوربین‌های تلویزیون را جمع کنند و دیگر آنها به به جلسات شورای عالی قضائی راه نداد.

## تألیفات
صادق لاریجانی از سال ۱۳۶۲ کتاب‌های بسیاری تألیف، تصحیح یا ترجمه کرده که برخی از آن‌ها عبارتند از:
- فلسفهٔ اخلاق در قرن حاضر
- انسان از آغاز تا انجام، ترجمهٔ رسالهٔ علامه طباطبایی
- تصحیح کتاب سرمایهٔ ایمان (نوشتهٔ ملاعبدالرزاق لاهیجی)
- معرفت دینی (نقد نظریهٔ قبض و بسط تئوریک شریعت عبدالکریم سروش)
- قبض و بسط در قبض و بسطی دیگر
- واجب مشروط ـ فقهی، سیاسی
- فلسفهٔ تحلیلی، دلالت و ضرورت
- آموزگار جاوید (یادنامه میرزا هاشم آملی)
- مکتوباتی در حسن و قبح عقلی و قاعدهٔ ملازمه
- دین و اخلاق (ترجمه)
- فلسفهٔ تحلیلی، تئوری‌های معناداری
- فلسفهٔ تحلیلی، فعل گفتاری
- زبان دین
- براهین اثبات واجب، برهان وجودی
- قلمرو دین
- مبانی کلامی ـ فلسفی حکومت دینی
- فلسفهٔ اخلاق
- مجموعه مقالات (در سه جلد)
- فلسفه علم اصول (علم اصول و نظریه اعتبار)[۹۴][۹۵]